# Yuanye
Yuanye (Chino 園冶, Pinyin yuán yě), traducido como El Tratado sobre el jardín o El Arte de los Jardines, es una obra escrita en 1631 hacia finales de la dinastía Ming por Ji Cheng, la misma trata sobre diseño de jardines. En la actualidad es considerada la obra fundacional y de referencia sobre el diseño de los jardines creados durante dicho período, y ha sido denominada la primera monografía a nivel mundial dedicada a la arquitectura de los jardines, y entre las grandes obras de la literatura de jardines.

## Estructura
La obra se encuentra organizada en tres volúmenes. El primer volumen presenta los principios generales, en especial: la ubicación, disposición, edificios y sus aditamentos. El segundo volumen contiene descripciones e ilustraciones de balaustradas decorativas. El tercer volumen abarca entradas, ventanas, paredes, pavimentos decorativos, montículos artificiales, selección de las rocas, y producción de escenas (jie jing).

## Énfasis
La obra se enfoca especialmente en elementos arquitectónicos, y no tanto en elementos naturales. Se ha comparado esta obra con otras obras clásicas sobre diseño de jardines en el este de Asia, tales como Sakuteiki (del período Heian de Japón) que incluye el tratamiento de agua y rocas, y numerosas obras del período Edo (Tzukiyama teizoden, Sagaryuniwa kohohiden no koto, Tsukiyama sunsuiden), de dicha comparación se ha sugerido que existe una diferencia fundamental en el diseño de jardines en China y en Japón - especialmente en el énfasis que se pone en elementos arquitectónicos y naturales, respectivamente.